# Violet (filme)
Violet (bra:Violeta) é um filme holandês escrito e dirigido por Bas Devos. Foi lançado em 2014 no Festival Internacional de Cinema de Berlim. Foi apresentado no Brasil no Festival do Rio.O filme segue a rotina de Jesse (15 anos), após testemunhar um ato violento contra seu amigo.

## Elenco
- César De Sutter como Jesse
- Koen De Sutter
- Mira Helmer como Marie
- Raf Walschaerts como Walter

## Recepção
No site agregador de críticas Rotten Tomatoes, 85% das 20 resenhas dos críticos são positivas. O Metacritic, que usa uma média ponderada, atribuiu ao filme uma pontuação de 77 em 100, baseado em 6 críticos, indicando críticas "geralmente favoráveis".
Escrevendo para o Cinema Crazed, Emilia Black publicou uma crítica positiva, mas apontou que "Violet é um filme comovente, mas pode não ser para todos, pois é lento, temperamental e deprimente." Nikola Grozdanovic, em sua crítica para The Playlist disse que "este é um conto de trauma do subúrbio primorosamente filmado, estendendo a regra de ouro 'mostre-não-diga' do cinema ao mais longe possível." Da Variety, Ronnie Scheib chamou o longa de "intensamente estilizado, altamente original e totalmente hipnotizante."